# Krasny Bor
Krasny Bor (en russe : Красный Бор, littéralement « forêt de pins rouges » ou une forêt de pins (selon l'interprétation), est une commune urbaine du raïon de Tosno de l’oblast de Léningrad, située à 20 kilomètres au sud-est de Saint-Pétersbourg.

## Historique
Krasny Bor est la fusion de deux villages Podobedowka et Popovka, dont le nom de la gare le rappelle.
- À partir de 1849, les villages prennent un grand essor grâce au développement de la ligne ferroviaire Nicolas Kolpino-Tchoudovo permettant la construction de plusieurs églises.

- Dans les années 1930, toutes les églises furent fermées, dans et autour de Popovka, par le pouvoir soviétique. Dans le même temps le pouvoir commençait à aménager les villages en communauté qui prit alors le nom de Krasny Bor.
- En 1935, la ville prend le statut de commune urbaine.
- Durant la Seconde Guerre mondiale, la ville était en première ligne des combats lors du siège de Léningrad.
- En février 1943 durant la bataille de Krasny Bor, la ville fut l’enjeu d’une lutte acharnée entre la division de volontaires espagnols Azul et la 55e Armée soviétique.
- Après le siège, les villages étaient totalement ravagés. La ville fut entièrement reconstruite après la guerre.
- En 2001, grâce à des dons, l'une des vieilles églises de bois était reconstruite par les croyants et consacrée à sainte Parascève.

## Économie et transport
Gare Popovka sur la ligne ferroviaire Moscou - Saint-Pétersbourg (également connue sous le nom de chemin de fer Nicolas).
À 2 kilomètres du village est installée la plus importante décharge du district fédéral du Nord-Ouest, pour l'élimination des déchets industriels dangereux dénommée polygone  de Krasny Bor (ru), et également une usine de traitement des déchets dangereux à ciel ouvert (extraction de matériaux non métalliques).

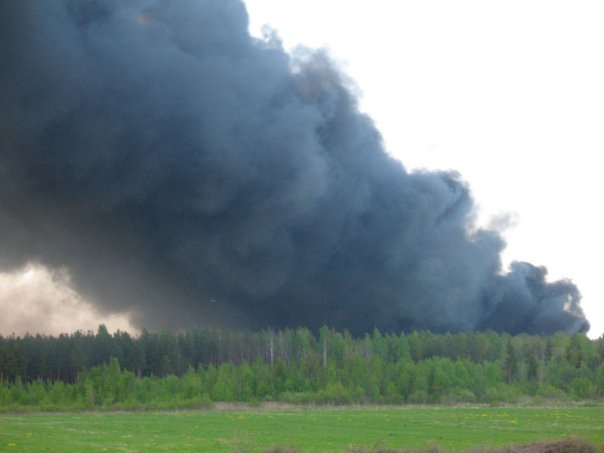
24 mai 2008 : feu des déchets toxiques stockés à Krasny Bor

## Personnalités célèbres
- Nikolaï Goumilev et Innokenti Choukov ont vécu à Popovka.

## Démographie
| 1989  | 2002  | 2008  | 2009  |
| ----- | ----- | ----- | ----- |
| 5 791 | 4 877 | 4 946 | 4 907 |